# 卡特德拉爾山

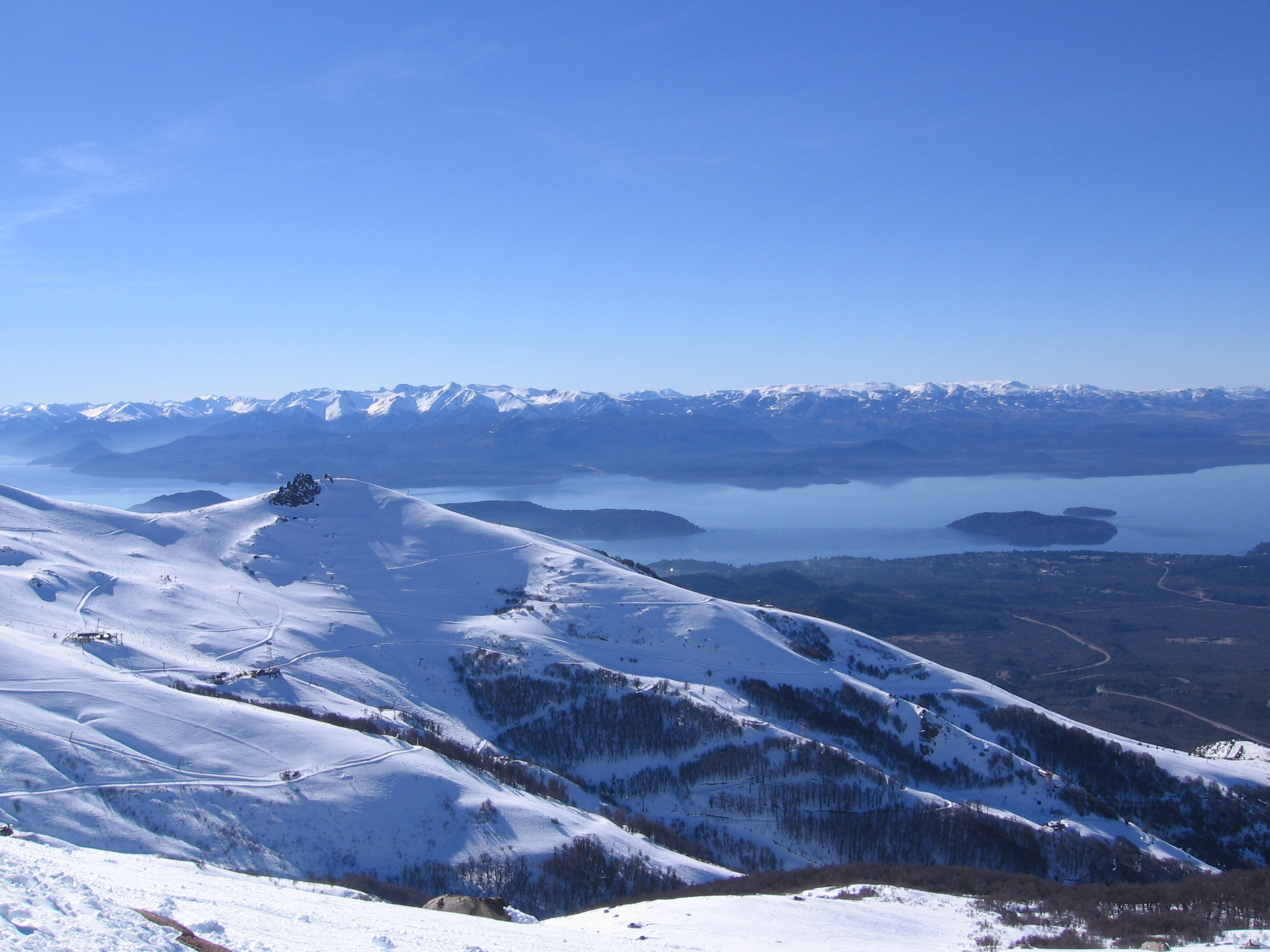

41°11′S 71°27′W / 41.183°S 71.450°W
卡特德拉爾山（西班牙語：Cerro Catedral），是阿根廷的山峰，位於該國中部內格羅河省，距離聖卡洛斯-德巴里洛切12公里，屬於安第斯山脈的一部分，海拔高度2,405米。